# Martin Carr
Martin Carr, né le 29 novembre 1968 à Thurso est un auteur-compositeur-interprète écossais, célèbre pour avoir été le compositeur et guitariste du groupe de britpop, The Boo Radleys.

## Biographie
Martin Carr débute avec le groupe The Boo Radleys' dans des discothèques de New Brighton. Il devient célèbre en 1993 avec l'album Giant Steps qui est sacré album de l'année par New Musical Express et Select. 
En 1999, à la séparation du groupe, il se lance dans une carrière solo sous le pseudonyme de Bravecaptain et dans un style proche de l'électronique, du jazz et du hip-hop. De même, il devient chanteur, chose qu'il pratiqua très peu avec The Boo Radleys.
En 2022, Martin Carr fait un remix pour le projet Son parapluie avec Jérôme Didelot du groupe français Orwell et la chanteuse britannique Isobel Campbell.

## Discographie

### AvecThe Boo Radleys
- Ichabod and I (Action Records, 1990)
- Everything's Alright Forever (Creation Records, 1992)
- Giant Steps (Creation Records, 1993)
- Wake Up! (Creation Records, 1995)
- C'mon Kids (Creation Records, 1996)
- Kingsize (Creation Records, 1998)

### En Solo
- Fingertip Saint Sessions, (Vol.1, Wichita, 2000)
- Go With Yourself (Fingertip Saint Sessions, Vol.2, Wichita, 2001)
- Nothing Lives Long, He Sang, Only The Earth And the Mountains (Wichita, 2001)
- Advertisements For Myself (Wichita, 2002)
- Eating the Afterlife (EP) (Wichita, 2004)
- All Watched Over By Machines Of Loving Grace (Wichita, 2004)
- allonewordsmallbee (Betsi Bowen Records, 2004)
- Distractions (Sonny Boy Records, 2006)
- Ye Gods (and little fishes) (Sonny Boy Records, 2009)
- The Breaks (Tapete Records, 2014)
- New Shapes of Life (Tapete Records, 2017)